# Pavo Urban
Pavo Urban (Ragusa, 1º agosto 1968 – Ragusa, 6 dicembre 1991) è stato un fotografo croato, morto durante la guerra di indipendenza croata.

## Biografia
Pavo Urban ha iniziato a fare fotografie alle scuole superiori. Ha studiato alla Scuola Nautica di Ragusa ed è stato poi ammesso al dipartimento di fotografia dell'Accademia di arte drammatica dell'Università di Zagabria.
Tuttavia, invece di iniziare a seguire le lezioni ha partecipato brevemente alla guerra di indipendenza croata come volontario, combattendo nella zona di Breno.
Successivamente iniziò a fotografare l'assedio di Ragusa per il Dubrovacki Vjesnik, il Slobodna Dalmacija e il Ministero dell'Informazione croato, documentando i bombardamenti e le loro conseguenze. La mattina del 6 dicembre 1991 fu colpito mortalmente da un frammento di granata mentre faceva le sue ultime fotografie.

## Eredità
Parte del suo lavoro, inclusa una serie di 12 fotografie fatte appena prima di morire, fa oggi parte della collazione del Museo di Arte Moderna di Ragusa. Le sue foto sono state esposte in diverse mostre.